# Lerista orientalis
Lerista orientalis este o specie de șopârle din genul Lerista, familia Scincidae, descrisă de De Vis 1889. Conform Catalogue of Life specia Lerista orientalis nu are subspecii cunoscute.